# Austin Nichols (acteur)
Pour les articles homonymes, voir Austin Nichols et Nichols.
Austin Nichols, né le 24 avril 1980 à Ann Arbor dans le Michigan est un acteur et producteur américain. Il est surtout connu pour avoir tenu le rôle de Julian Baker dans la série télévisée américaine Les Frères Scott de 2007 à 2012, ainsi que le rôle de Spencer Monroe dans la série d'horreur The Walking Dead de 2015 à 2016.

## Biographie

### Enfance
Austin Nichols est né à Ann Arbor, Michigan, le 24 avril 1980, de David Nichols, radiologue de profession, et de Kay Nichols. Il a une sœur aînée appelée Ashley. Ses parents ont déménagé à Austin, Texas quelques mois après sa naissance.
Il a étudié à la "Casis Elementary School" puis à l'Université de Californie du Sud où il obtient son diplôme en 2002.

### Vie privée
Il a été en couple avec Sophia Bush de 2006 à 2012, leur relation connaissant pas mal d'intermittence. De 2013 à 2017, il fut en couple avec Chloe Bennet.

## Carrière
Il commence sa carrière d'acteur en faisant quelques apparitions dans des séries télévisées tels que Sliders : Les Mondes parallèles, Les Experts, Wolf Lake et Six Feet Under.
En 1999, il fait ses débuts au cinéma Durango Kids d'Ashton Root. Deux ans plus tard, il joue aux côtés de Mary-Kate et Ashley Olsen dans le film Vacances sous les tropiques.
En 2004, il poursuit sa carrière au cinéma en jouant dans Le Jour d'Après (avec Jake Gyllenhaal, Dennis Quaid, Emmy Rossum, etc.) de Roland Emmerich et La Plus Belle Victoire de Richard Loncraine avec Kirsten Dunst, Paul Bettany, James McAvoy et Sam Neill.
En 2007, il rejoint la distribution de la série Les Frères Scott en interprétant le rôle de Julian Baker jusqu'à l'arrêt de la série en 2012. Il a réalisé deux épisodes de la série.
En 2012, il joue dans LOL USA, adaptation américaine du film français LOL. L'année suivante, il est présent dans Parkland de Peter Landesman
Entre 2015 et 2016, il interprète le rôle de Spencer dans The Walking Dead, puis apparaît aux côtés de Rihanna dans l'ultime saison de la série Bates Motel, diffusée en 2017.
En 2019, il tourne dans quelques épisodes des séries This Close et The Village (en). En 2021, il joue dans un épisode de Walker, reboot de la série Walker, Texas Ranger.

## Filmographie

### Cinéma

#### Longs métrages
- 1999 : Durango Kids d'Ashton Root : Sammy
- 2001 : Vacances sous les tropiques (Holiday in the Sun) de Steve Purcell : Griffen Grayson
- 2004 : Le Jour d'après (The Day After Tomorrow) de Roland Emmerich : J.D.
- 2004 : La Plus Belle Victoire Wimbledon) de Richard Loncraine : Jake Hammond
- 2006 : Lenexa, 1 Mile de Jason Wiles : Shane Bolin
- 2006 : Les Chemins du triomphe (Glory Road) de James Gartner : Jerry Armstrong
- 2006 : The Utopian Society de John P. Aguirre : Justin Mathers
- 2006 : Thanks to Gravity de Jessica Kavana Dornbusch : Alex Ford
- 2006 : The House of Usher d'Hayley Cloake : Roderick Usher
- 2008 : Informers (The Informers) de Gregor Jordan : Martin
- 2010 : No Limit (Unthinkable) de Gregor Jordan : Un démineur
- 2010 : Beautiful Boy de Shawn Ku : Cooper
- 2012 : LOL USA (LOL) de Lisa Azuelos : Mr. Ross
- 2013 : Parkland de Peter Landesman : Emory Roberts
- 2018 : Lawless Range de Sean McGinly : Tommy Donnelly
- 2019 : The Iron Orchard de Ty Roberts : Dent Paxton
- 2025 : Souviens-toi… l'été dernier (I Know What You Did Last Summer) de Jennifer Kaytin Robinson : pasteur Judah

#### Courts métrages
- 2002 : BraceFace Brandi de Brandy Menefee : Matt
- 2007 : Luz del mundo de Ty Roberts : Neal Cassady
- 2009 : The True-Love Tale of Boyfriend & Girlfriend de Nicholas Gray
- 2013 : We Can't Help You de Brad Land et Alan Scott Neal : Boss
- 2014 : Stroker de lui-même : Phil Stroker
- 2015 : Nostradamus de Thomas Eromose Ikimi : Harry Fisher

### Télévision

#### Séries télévisées
- 1999 : Sliders : Les Mondes parallèles (Sliders) : Seth
- 1999 : Merci les filles (Odd Man Out) : Lyle
- 2001 : Les Experts (CSI : Crime Scene Investigation) : Adam Walkey
- 2001 : Associées pour la loi (Family Law) : James Perliss
- 2002 : Wolf Lake : Scott Nichols
- 2002 : Six Feet Under : Tall Stoner / Kyle
- 2002 : Pasadena : Charlie Darwell
- 2002 : Watching Ellie : Joe
- 2003 : Spy Girls (She Spies) : Un faux étudiant
- 2005 - 2006 : Surface : Jackson
- 2006 : Deadwood : Morgan Earp
- 2006 : Les Experts : Miami (CSI : Miami) : Patrick Wilder
- 2007 : Friday Night Lights : Noah Barnett
- 2007 : John from Cincinnati : John Monad
- 2008 - 2012 : Les Frères Scott (One Tree Hill) : Julian Baker
- 2010 : Castle
- 2012 - 2013 : The Mob Doctor : Luke Harris
- 2013 : Agents of S.H.I.E.L.D. : Miles Lydon
- 2013 - 2016 / 2019 : Ray Donovan : Tommy Wheeler
- 2015 - 2016 : The Walking Dead : Spencer Monroe
- 2017 : Bates Motel : Sam Loomis
- 2019 : This Close : Shep
- 2019 : The Village (en) : Ethan
- 2021 : Walker : Clint West
- 2022 : Minx : Billy Brunson

#### Téléfilms
- 2005 : 1/4life d'Edward Zwick : Charlie
- 2009 : Bobby, seul contre tous (Prayers for Bobby) de Russell Mulcahy : Ed Griffith
- 2011 : Un combat, cinq destins (Five) d'Alicia Keys, Jennifer Aniston, Patty Jenkins, Demi Moore et Penelope Spheeris : Edward